# رحلة دولية

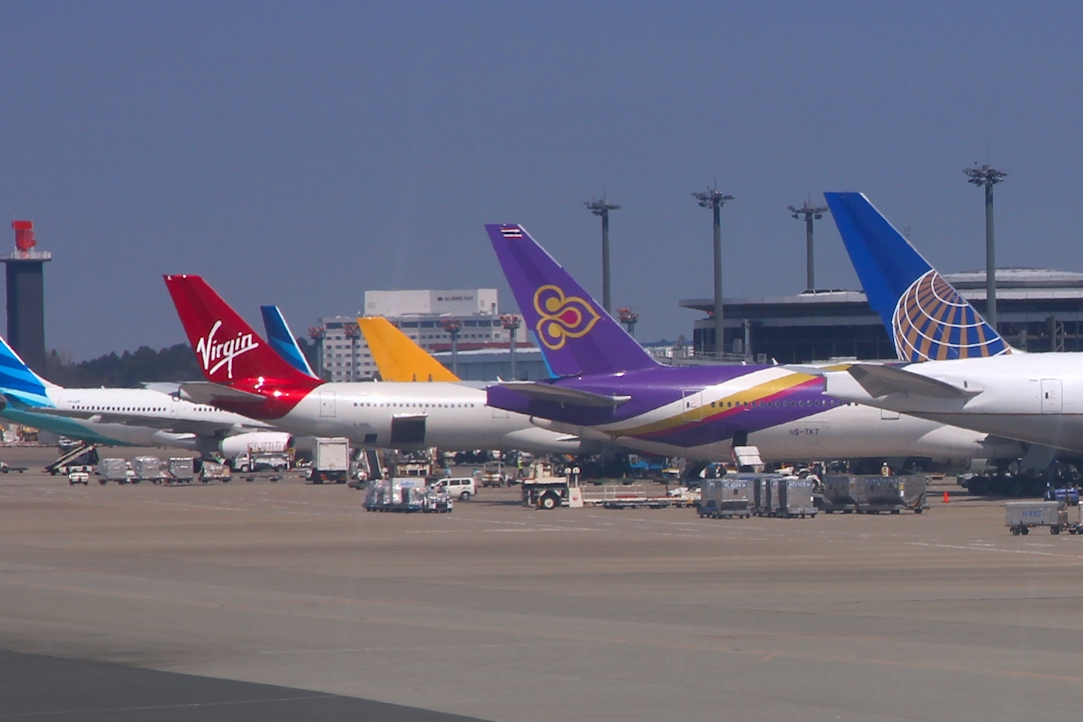
مجموعة متنوعة من الطائرات في مطار طوكيو ناريتا. جميع الطائرات في الصورة وصلت إلى اليابان من رحلات جوية دولية.

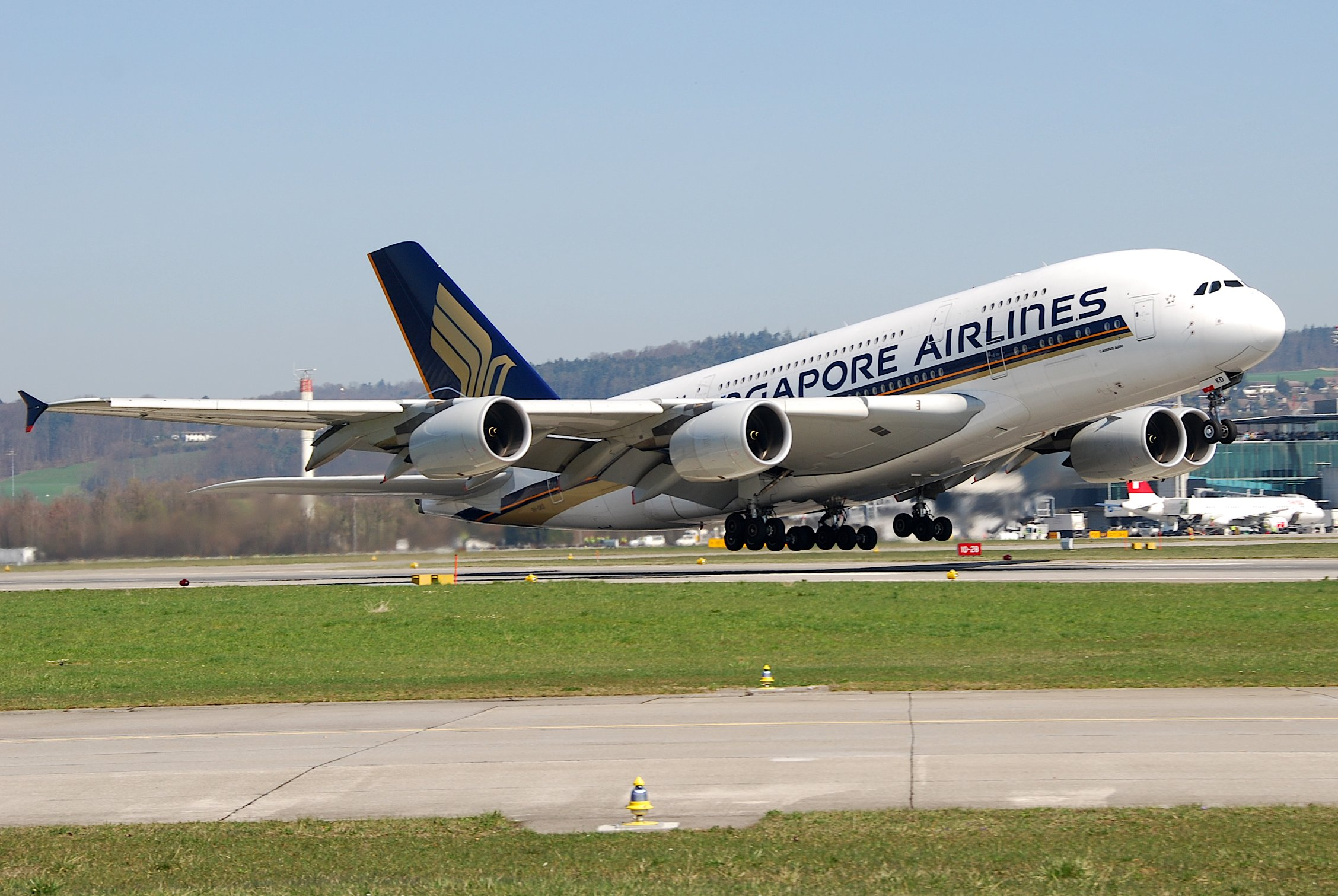
غالبًا ما تستخدم الطائرات الكبيرة مثل إيرباص A380 للرحلات الدولية.

رحلة دولية هي شكل من أشكال الرحلات التجارية داخل الطيران المدني حيث تتم المغادرة والوصول من وإلى بلدان مختلفة.
الفرق المهم بين الرحلات الدولية والمحلية هو أنه يجب على الركاب الخضوع لإجراءات الهجرة قبل الصعود إلى الطائرة، ويخضعوا لإجراءات الهجرة والجمارك عند الوصول إلى مطار الوجهة، ما لم يكن كل من دول المغادرة والوصول أعضاء في نفس منطقة السفر المجانية، مثل منطقة شنغن.
تُعرف المطارات التي تخدم الرحلات الدوليةبالمطارات الدولية.

## الأصول
إحدى أولى الرحلات بين بلدين كانت في 7 يناير 1785، عندما عبر جان بيير بلانشارد وجون جيفريز القنال الإنجليزي في منطاد هواء ساخن. استغرق الأمر أكثر من قرن لأول جسم أثقل من الهواء لتكرار هذه العملية: وذلك عندما عبر لويس بليريو القنال الإنجليزي في 25 يوليو 1909، وفاز بجائزة ديلي ميل بقيمة 1000 جنيه إسترليني.
تطورت تكنولوجيا الطيران خلال الحرب العالمية الأولى، حيث شهد الطيران بين الحربين العالميتين تطور الرحلات الجوية التجارية الدولية. كان هناك مزيج من أنواع الطائرات التي شملت مركبات هوائية أخف من الهواء والطائرات. كانت أول شركة طيران تشغل رحلات دولية هي خطوط تشالك أوشن الجوية، التي تأسست عام 1917، والتي كانت تدير خدمات الطائرات المائية المجدولة من فلوريدا إلى جزر الباهام. تمت تغطية أول خدمة دولية منتظمة في العالم من قبل شركة طائرات النقل والسفر المحدودة البريطانية، من مطار هونسلو هيث إلى لو بورجيه، بالقرب من باريس.
بعد الحرب العالمية الثانية، تم تنظيم الرحلات الجوية التجارية الدولية من خلال إنشاء اتحاد النقل الجوي الدولي ومنظمة الطيران المدني الدولي.

## أنظر أيضا
- طائرة
- اتفاقية ثنائية للنقل الجوي
- الطيران التجاري
- اتفاقية الطيران المدني الدولي
- رحلة داخلية
- رحلة بدون توقف
- اتحاد النقل الجوي الدولي
- منظمة الطيران المدني الدولي